# Azad (rapper)
Azad o Der Bozz, pseudonimo di Azad Azadpour (Sanandaj, 1º gennaio 1974), è un rapper tedesco di origine curda iraniana. Vive a Francoforte sul Meno ed è uno dei rapper più influenti in Germania.

## Biografia
Azad (nativo del Kurdistan iraniano) arrivò in Germania nel 1984 con la sua famiglia come profugo. In quell'anno è entrato per la prima volta in contatto con l'hip-hop e in particolar modo con la break dance. In seguito ha sviluppato la passione per il graffiti, il rap e la produzione dei beat. Insieme con A-Bomb, Combad e D-Flame, il giovane curdo ha fondato nel 1988 il gruppo Cold-N-Locco, nel 1990 rinominato in Asiatic Warriors. Dopo aver, per quattro anni, portato solamente dei Freetrack, nel 1994 è uscito l'album Told Ya, che fece acquisire al giovane gruppo una buona reputazione regionale. Nel corso degli anni, tuttavia, ci furono dissensi interni tra gli artisti, che causarono lo scioglimento del gruppo.
Nel 1999 Azad ha firmato un contratto con l'etichetta discografica Pelham Power Productions. Attraverso delle collaborazioni in alcuni mixtape e su album dei colleghi dell'etichetta, Azad è ricomparso al centro dell'attenzione attraverso la pubblicazione del singolo Napalm, e il suo primo album da solista nel 2001, Leben, con i quali ha consolidato la sua presenza sulla scena del rap. L'album è stato completamente prodotto da Azad in persona. Successivamente, nel 2003, è stato pubblicato il suo secondo album da solista, Faust des Nordwestens, composto da duri battle-rap ma anche da brani soffici, come ad esempio Mein Licht, che il rapper ha dedicato a sua figlia.
Nel 2004 ha fondato l'etichetta discografica Bozz Music di cui egli stesso è proprietario. Il 2 agosto del 2004, infine, è stato pubblicato il terzo album da solista di Azad, Der Bozz, che fu venduto molto bene giungendo alla decima posizione della classifica. Un grande successo raggiunse poi il disco One, collaborazione con Kool Savas, pubblicato il 29 marzo del 2005, che ha raggiunto il quinto posto della classifica degli album. Un anno dopo, il 31 marzo del 2006, è stato pubblicato il suo quarto album da solista, Game Over.

## Discografia

### Album
| Anno | Titolo                | Album Classifiche | Album Classifiche | Album Classifiche |
| Anno | Titolo                | GER               | AUT               | CH                |
| ---- | --------------------- | ----------------- | ----------------- | ----------------- |
| 2001 | Leben                 | 46                | –                 | –                 |
| 2003 | Faust des Nordwestens | 24                | –                 | –                 |
| 2004 | Der Bozz              | 10                | –                 | 66                |
| 2006 | Game Over             | 8                 | 48                | 28                |
| 2007 | Blockschrift          | 37                | 59                | 39                |
| 2009 | Assassin              | 31                | 52                | 27                |

### Collabo Album
| Anno | Titolo                         | Album Classifiche | Album Classifiche | Album Classifiche |
| Anno | Titolo                         | GER               | AUT               | CH                |
| ---- | ------------------------------ | ----------------- | ----------------- | ----------------- |
| 1994 | Told Ya (con Asiatic Warriors) | –                 | –                 | –                 |
| 2005 | One (con Kool Savas)           | 5                 | 32                | 33                |
| 2007 | Betonklassik (con Warheit)     | 47                | –                 | 90                |

### MixTapes
| Anno | Titolo            | Album Classifiche | Album Classifiche | Album Classifiche |
| Anno | Titolo            | GER               | AUT               | CH                |
| ---- | ----------------- | ----------------- | ----------------- | ----------------- |
| 2009 | Azphalt Inferno   | 24                | 55                | 29                |
| 2010 | Azphalt Inferno 2 | 18                | 50                | 19                |

### Singoli
| Anno | Titolo                                                         | Classifica singoli | Classifica singoli | Classifica singoli | Album                 |
| Anno | Titolo                                                         | GER                | AT                 | CH                 | Album                 |
| ---- | -------------------------------------------------------------- | ------------------ | ------------------ | ------------------ | --------------------- |
| 2001 | Napalm                                                         | –                  | –                  | –                  | Leben                 |
| 2001 | Gegen den Strom                                                | –                  | –                  | –                  | Leben                 |
| 2001 | Leben                                                          | –                  | –                  | –                  | Leben                 |
| 2003 | A                                                              | 65                 | –                  | –                  | Faust des Nordwestens |
| 2003 | Faust des Nordwestens                                          | –                  | –                  | –                  | Faust des Nordwestens |
| 2003 | Mein Licht                                                     | –                  | –                  | –                  | Faust des Nordwestens |
| 2004 | Phoenix                                                        | 65                 | –                  | –                  | Der Bozz              |
| 2004 | Kopf hoch (feat. Jonesmann)                                    | 57                 | –                  | –                  | Der Bozz              |
| 2005 | Monstershit (con Kool Savas)                                   | 29                 | –                  | –                  | One                   |
| 2005 | All 4 One (con Kool Savas)                                     | 4                  | 24                 | 85                 | One                   |
| 2006 | Guck My Man (con Kool Savas)                                   | 27                 | –                  | –                  | One                   |
| 2006 | Alarm                                                          | 48                 | –                  | –                  | Game Over             |
| 2006 | Eines tages (feat. Cassandra Steen)                            | 28                 | –                  | –                  | Game Over             |
| 2007 | Hölle auf Erden (con Warheit)                                  | 85                 | –                  | –                  | Betonklassik          |
| 2007 | Ich glaub an dich (feat. Adel Tawil)                           | 1                  | 12                 | 13                 | Blockschrift          |
| 2007 | Zeit zu verstehen (feat. Gentleman)                            | 30                 | 72                 | –                  | Blockschrift          |
| 2008 | Alles Lügen/ Ghettobass                                        | 74                 | –                  | –                  | Blockschrift          |
| 2009 | Liberation Time (feat. Capleton)                               | –                  | –                  | –                  | Azphalt Inferno       |
| 2009 | Klagelied (feat. Tino Oac)                                     | 92                 | –                  | –                  | Assassin              |
| 2010 | Fly Away / Immer wenn es regnet (feat. Francisco & Kool Savas) | –                  | –                  | –                  | Azphalt Inferno 2     |
| 2012 | Alle Mann (feat. J-Luv)                                        | –                  | –                  | –                  | —                     |

### Altre pubblicazioni
| Anno     | Titolo                        | Artista                                                                | Album                          |
| -------- | ----------------------------- | ---------------------------------------------------------------------- | ------------------------------ |
| 2002     | Gib auf                       | Kool Savas (feat. Azad)                                                | Der beste Tag meines Lebens    |
| 2002     | Mein Pein                     | Roey Marquis (feat. Azad, Jeyz, Instinkt & Sezar)                      | Herzessenz                     |
| 2003     | Nichts hält mich              | Cassandra Steen (feat. Azad & Kool Savas)                              | Seele mit Herz                 |
| 2004     | Ewige Nacht                   | Bushido (feat. Azad, Chake & Bo$$itch Berlin                           | Electro Ghetto                 |
| 2004     | Feuersturm                    | Bushido (feat. Azad & Bo$$itch Berlin)                                 | Electro Ghetto                 |
| 2005     | Signal                        | J-Luv (feat. Azad)                                                     | Threeshot - Hip Hop Kingz      |
| 2005     | Locked Up                     | Akon (feat. Azad & Styles P)                                           | Trouble                        |
| 2006     | Gefangen                      | Baba Saad (feat. Azad)                                                 | Das Leben ist Saad             |
| 2 Kaiser | Seryoga (feat. Azad)          | Russia's No. 1                                                         |                                |
| 2007     | On Top                        | Kool Savas (feat. Azad)                                                | Tot oder lebendig              |
| 2008     | Packt schlägt sich            | Sido (feat. Azad)                                                      | Ich und meine Maske            |
| 2008     | Ghetto Sound                  | King Zaza (feat. Azad)                                                 | Multikriminell                 |
| 2008     | Credibil                      | La Honda (feat. Manuellsen & Azad)                                     | La Honda Nostra                |
| 2009     | Meine Stadt                   | Juvel (feat. Azad & Manuellsen)                                        | Wolkenloch                     |
| 2009     | Kämpfertränen                 | Jeyz (feat. Azad & Manuellsen)                                         | Blut, Schweiß & Tränen         |
| 2009     | Futurama (United Nations RMX) | Kool Savas (feat. S.A.S., Ceza, Curse, Greis, Havoc, Kaz Money & Azad) | Was hat S.A.V. da vor? (EP)    |
| 2009     | La vie nous a Balafré         | Rim'K (feat. Azad)                                                     | La Connexion                   |
| 2010     | Immer wenn ich rhyme          | Kool Savas (feat. Olli Banjo, Azad & Moe Mitchell)                     | John Bello Story III (mixtape) |
| 2010     | Assume te Couleur             | Manuellsen (feat. Azad & Sefyu)                                        | M. Bilal 2010                  |
| 2011     | In meinem Himmel              | Silla (feat. Azad)                                                     | Silla Instinkt                 |